# Аверков Юрій Олегович
Юрій Олегович Аверков (нар. 11 листопада 1971, Харків)  — український фізик, доктор фізико-математичних наук, професор, фахівець у галузі радіофізики, електродинаміки, фізики низьковимірних електронних систем. Завідувач відділу твердотільної радіофізики Інституту радіофізики та електроніки імені О. Я. Усикова Національної академії наук України. Лауреат Національної премії України імені Бориса Патона (2024).

## Біографія
У 1988 році закінчив харківську середню школу № 91.
У 1988—1994 роках навчався на фізико-технічному факультеті Харківського політехнічного інституту, здобувши кваліфікацію інженера-фізика за спеціальністю «Фізика і техніка низьких температур».
У 1994—1997 роках проходив аспірантуру в Інституті радіофізики та електроніки імені О. Я. Усикова Національної академії наук України.
У 1997 році захистив кандидатську дисертацію на тему: «Високочастотні явища в двошарових двовимірних електронних системах у квантуванні магнітного поля». Захист відбувся в Інституті монокристалів Національної академії наук України.
У 2012 році захистив докторську дисертацію на тему: «Взаємодія заряджених частинок та електромагнітних хвиль у мікрохвильовому діапазоні частот в неоднорідних провідних середовищах». Захист відбувся в Інституті радіофізики та електроніки імені О. Я. Усикова НАНУ.
У 1997—2000 рр. — молодший науковий співробітник Інституту радіофізики та електроніки імені О. Я. Усикова НАН України, у 2000—2001 — провідний науковий співробітник, у 2001—2015 — старший науковий співробітник. З 2015 року — завідувач відділу твердотільної радіофізики.
У 2017—2024 рр.  — професор кафедри моделювання систем і технологій факультету комп'ютерних наук Харківського національного університету імені В. Н. Каразіна (за сумісництвом).

## Наукові інтереси
- Високочастотні властивості низьковимірних електронних систем.
- Релеївські, магнітоплазмові та геліконові хвилі в магнітоактивних середовищах плоскої та циліндричної геометрії.
- Електромагнітні властивості фотонних кристалів, шаруватих надпровідників та графену.
- Перехідне випромінювання та випромінювання Вавілова–Черенкова об'ємних і поверхневих електромагнітних хвиль, а також ультракоротких електромагнітних імпульсів зарядженими частинками, що взаємодіють із природними та штучними середовищами (фотонні кристали, графен, провідні нанотрубки, лівосторонні середовища, шаруваті надпровідники, анізотропні провідні штучні межі поділу тощо).
- Нелінійна стабілізація нестійкості пучків заряджених частинок, що рухаються вздовж діелектричних або плазмоподібних середовищ плоскої або циліндричної геометрії.

## Нагороди
- Відзнака НАН України «За професійні здобутки» (2024) — згідно з постановою Президії Національної академії наук України від 30 жовтня 2024 року.
- Національна премія України імені Бориса Патона (2024) — відповідно до Указу Президента України № 780/2024 від 22 листопада 2024 року, на підставі подання Комітету з Національної премії України імені Бориса Патона.

## Основні праці
- Surface electromagnetic waves at an anisotropically conducting artificial interface // Phys. Rev. B. 2010. Vol. 81, № 4 (співавт.);
- Conversion of terahertz wave polarization at the boundary of a layered superconductor due to the resonance excitation of oblique surface waves // Phys. Rev. Lett. 2012. Vol. 109, № 2 (співавт.);
- Terahertz transverse-electric- and transverse-magnetic-polarized waves localized on graphene in photonic crystals // Phys. Rev. B. 2014. Vol. 90, № 4 (співавт.);
- Interaction between a tubular beam of charged particles and a dispersive metamaterial of cylindrical configuration // Phys. Rev. E. 2017. Vol. 96, № 1 (співавт.);
- Manifestation of the Aharonov-Bohm effect in the interaction of moving charges with a semiconductor nanotube with dielectric filling // Phys. Rev. B. 2023. Vol. 108, Issue 7 (співавт.)